# Syntomopus gracilis
Syntomopus gracilis är en stekelart som beskrevs av De Santis 1976. Syntomopus gracilis ingår i släktet Syntomopus och familjen puppglanssteklar.
Artens utbredningsområde är Uruguay. Inga underarter finns listade i Catalogue of Life.